# 米鼠網
米鼠網是以众包為主的商業在线软件外包中介公司，2006年8月8日起正式營運，在商業策略上採取快跑策略，和TopCoder及中國MyTino等其他在线软件外包中介公司有不同，自截至2009年該網站註冊會員數約數萬人 。米鼠網是上海交大安泰學院校友王新橋在就讀其EMBA時形成的創業想法。

## 來源
1. ↑  .   [2014-11-08]. （原始内容存档于2019-11-16）.
2. ↑  校志强, 2009在线软件外包中介竞争与效率分析 （页面存档备份，存于）《上海交通大学》
3. ↑  . 新營銷. 2014年8月刊  [2014-10-17]. （原始内容存档于2014-10-24） （中文（臺灣））.

- 米鼠网携MSC之威再推在线客服系统